# Ningxiang
Ningxiang is een stad in de zuidelijke provincie Hunan, Volksrepubliek China. De stad ligt 30 kilometer ten westen van de miljoenenstad Changsha.
Bij de volkstelling van 2020 had de stad 759.080 inwoners.
Ningxiang Is een zeer oude stad en trekt veel toeristen.